# Letteratura rabbinica

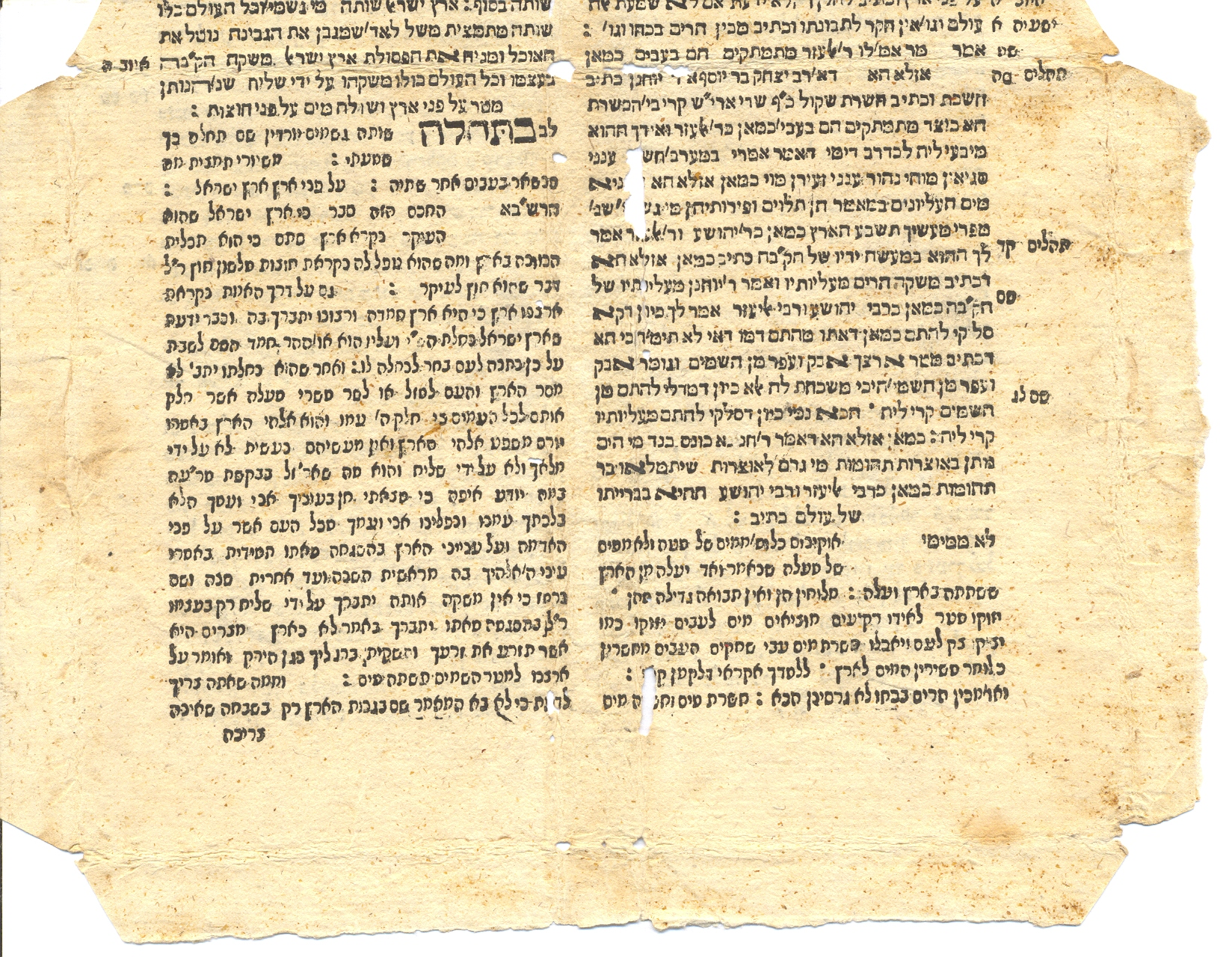
Una prima stampa del Talmud (Ta'anit 9b) col commentario di Rashi che appare alla fine della colonna destra e che continua nella sinistra.

Letteratura rabbinica, in senso lato, può indicare l'intera gamma di scritti rabbinici nel corso di tutta la storia dell'ebraismo rabbinico.
Però spesso il termine si riferisce specificamente all'era Talmudica, opposta alle opere medievali e moderne, e quindi corrisponde al termine ebraico Sifrut Hazal (ספרות חז"ל; "Letteratura [dei nostri] saggi [di] beata memoria", ove Hazal normalmente sta a significare solo quei saggi dell'era talmudica).
In questo senso più specifico di "Letteratura rabbinica" — con riferimento ai Talmudim, Midrash e rispettive scritture, ma quasi mai a testi successivi — il termine viene usato e citato nella letteratura accademica contemporanea e nelle bibliografie moderne. D'altra parte, i termini meforshim e parshanim (commentari/commentatori) quasi sempre si riferiscono a scrittori post-talmudici successivi, che hanno apportato glosse rabbiniche su testi biblici e talmudici.
Questa voce tratta della letteratura rabbinica in entrambi i sensi. Inizia con la letteratura rabbinica classica dell'Era Talmudica (Sifrut Hazal) e continua poi con una rassegna di scritti rabbinici dei periodi posteriori.l

## Letteratura mishnaica
La Mishnah e la Tosefta (compilate con materiali prima dell'anno 200 e.v.) sono le opere esistenti di letteratura rabbinica più antiche, che espongono e sviluppano la Legge Orale dell'ebraismo, insieme agli insegnamenti etici. Successivamente arrivarono i due Talmud:
- Il Talmud di Gerusalemme, circa anno 450
- Il Talmud babilonese, circa anno 600
- I trattati minori (parte del Talmud babilonese)

## Midrash
Midrash (plur. Midrashim) è una parola ebraica che si riferisce ad un metodo di lettura ed interpretazione dettagliata del testo biblico. Il termine midrash può anche riferirsi ad una compilazione di insegnamenti midrashici, in forma di scritti legali, esegetici, omiletici o narrativi, spesso configurati come commentario della Bibbia o della Mishnah.  Esistono parecchi lavori midrashici "classici", che coprono il periodo dal mishnaico al gaonico, e che spesso mostrano evidenza di esser stati elaborati e rielaborati da materiali precedenti e che ci pervengono in varianti multiple.

## Opere successive per categoria

### I codici maggiori della Legge
- Mishneh Torah
- Arba'ah Turim
- Shulchan Aruch
- Beit Yosef
- Chayei Adam
- La letteratura dei responsa

### Pensiero ed etica ebraici

#### Filosofia ebraica
- - Filone di Alessandria
  - Isaac Israeli
  - Emunot v'Dayyot
  - Kuzari
  - Guida dei perplessi
  - Bahya ibn Paquda
  - Sefer Ikkarim
  - Guerre del Signore
  - Or Adonai
- Cabala
  - Etz Hayim
  - Bahir
  - Zohar
  - Pardes Rimonim
  - Sefer Yetzirah
  - Sefer Raziel HaMalakh
- Aggadah
- Le opere dell'ebraismo chassidico
  - La Tanya
  - Vayoel Moshe
  - Likutey Moharan
- Letteratura Musar
  - Mesillat Yesharim
  - Shaarei Teshuva
  - Orchot Tzaddikim
  - Sefer Chasidim

### Liturgia
- Il Siddur e la liturgia ebraica
- Piyyutim (Poesia classica ebraica)

## Opere successive per periodo storico
1. Zugot
2. Tannaim
3. Amoraim
4. Savoraim
5. Gaonim
6. Rishonim
7. Acharonim

### Opere deiGaonim
I Gaonim sono rabbini di Sūra e Pumbedita, in Babilonia (650 - 1250) :
- She'iltoth di Acha'i [Gaon]
- Halachoth Gedoloth
- Emunoth ve-Deoth (Saadia Gaon)
- Il Siddur di Amram Gaon
- Responsa

### Opere deiRishonim(i "primi" commentatori rabbinici)
I Rishonim sono rabbini del primo periodo medievale (1000 - 1550)
- I commentari sulla Torah, come quelli del Rashi, di Abraham ibn ‛Ezra e di Nahmanide.
- Commentari sul Talmud, principalmente di Rashi, suo nipote Samuel ben Meir e Nissim da Gerona.
- Novelle Talmudiche (chiddushim) di Tosafisti, di Nahmanide, Nissim da Gerona, Solomon ben Aderet (RaShBA), Yomtov ben Ashbili (Ritva)
- Opere di Halakhah (Asher ben Yechiel, Mordechai ben Hillel)
- Codici di Maimonide e di Jacob ben Asher, e infine lo Shulchan Arukh
- Responsa, quelli di Solomon ben Aderet (RaShBA)
- Opere cabalistiche (come la Zohar)
- Opere filosofiche (Maimonide, Gersonide, Nahmanide)
- Opere etiche (Bahya ibn Paquda, Yonah da Gerona)

### Opere degliAcharonim(i "successivi" commentatori rabbinici)
Gli Acharonim sono rabbini dall'anno 1550 al presente.
- Commentari importanti della Torah includono Keli Yakar (Shlomo Ephraim Luntschitz), Ohr ha-Chayim di Chayim ben-Attar, il commentario di Samson Raphael Hirsch e quello di Naftali Zvi Yehuda Berlin.
- Opere importanti di novellae talmudiche includono: Pnei Yehoshua, Hafla'ah, Sha'agath Aryei
- Responsa, per esempio di Moses Sofer e di Moshe Feinstein
- Opere di Halakhah e codici, per esempio la Mishnah Berurah di Yisrael Meir Kagan e lo Aruch ha-Shulchan di Yechiel Michel Epstein
- Opere etiche e filosofiche: Moshe Chaim Luzzatto, Yisrael Meir Kagan ed il Movimento Mussar
- Opere chassidiche (Kedushath Levi, Sefath Emmeth, Shem mi-Shemuel)
- Opere metafisiche/filosofiche (gli scritti del Maharal di Praga, di Moshe Chaim Luzzatto e il Nefesh ha-Chayim di Chaim Volozhin)
- Opere mistiche
- Opere storiche, per es. Shem ha-Gedolim di Chaim Joseph David Azulai.

## Meforshim
Meforshim è una parola ebraica che significa "commentatori (rabbinici classici)" (o anche e più liberamente, "esegeti") e viene usata invece della parola esatta perushim che significa "commentari". In ebraismo tale termine si riferisce a commentari della Torah (i cinque libri di Mosè), del Tanakh, della Mishnah, Talmud, responsa e anche può riferirsi anche al siddur (libro di preghiere ebraico) e altro.

### Commentari classici di Torah e Talmud
Commentari classici di Torah e Talmud sono stati scritti dai seguenti autori:
- Gaonim
  - Saadia Gaon, Babilonia X secolo
- Rishonim
  - Rashi (Shlomo Yitzchaki), Francia XII secolo
  - Abraham ibn ‛Ezra
  - Nahmanide (Moshe ben Nahman)
  - Samuel ben Meir, il Rashbam, Francia XII secolo
  - Rabbi Levi ben Gershon (noto come Ralbag o Gersonide)
  - Rabbi David Kimchi (noto come RaDaK), Francia XIII secolo
  - Joseph ben Isaac Bekhor Shor, noto anche come il Bekhor Shor, Francia XII secolo
  - Nissim ben Reuben Gerondi, il RaN, Spagna XIV secolo
  - Isaac ben Judah Abravanel (1437-1508)
  - Obadiah ben Jacob Sforno, Italia XVI secolo
- Acharonim
  - Il Gaon di Vilna, Rabbi Eliyahu di Vilna, Lituania XVIII secolo
  - Il Malbim, Meir Lob ben Jehiel Michael

Commentari talmudici classici furono scritti da Rashi. Successivamente furono scritti i Tosafot, un commentario omnibus del Talmud dei discepoli e discendenti di Rashi; tale commentario era basato sulle discussioni delle accademie rabbiniche di Germania e Francia.

### Commentari moderni della Torah
I moderni commentari della Torah che hanno ricevuto ampi consensi nella comunità ebraica includono:
- Ebraismo ortodosso:
  - Haemek Davar di Rabbi Naftali Zvi Yehuda Berlin
  - Il Chofetz Chaim
  - Torah Temimah di Baruch ha-Levi Epstein
  - Kerem HaTzvi di Rabbi Tzvi Hirsch Ferber
  - Sefat Emet ("Labbra della Verità"), Yehudah Aryeh Leib della dinastia chassidica di Ger, Europa XIX secolo
  - Il "Pentateuch and Haftaras" di Joseph H. Hertz
  - Il commentario della Torah di Rabbi Samson Raphael Hirsch
  - Nechama Leibowitz, una rinomata studiosa ebrea
  - Ha-Ketav veha-Kabbalah di Rabbi Yaakov Zwi Meckelenburg
  - I Libri della Bibbia Soncino

### Commentari moderni del Siddur
Scritti da:
- Rabbi Yisrael Meir Kagan HaCohen, The Chofetz Chaim's Siddur
- Samson Raphael Hirsch, The Hirsch Siddur, Feldheim
- Abraham Isaac Kook, Olat Reyia
- "The Authorised Daily Prayer Book with commentary" di Joseph H. Hertz
- The World of Prayer di Elie Munk
- Nosson Scherman, The Artscroll Siddur, Mesorah Publications
- Jonathan Sacks, su  The Authorised Daily Prayer Book of the British Commonwealth (nuova versione di "Singer's Prayer Book") e anche il Koren Sacks Siddur.
- Reuven Hammer, Or Hadash, un commentario siddur sul testo di Siddur Sim Shalom, "United Synagogue of Conservative Judaism"
- My Peoples Prayer Book, Jewish Lights Publishing, scritto da un gruppo di rabbini non-ortodossi, studiosi del Talmud.
- Siddur secondo l'uso della Comunità Ebraica di Roma, tradotto e commentato in italiano - autore il Rabbino Capo di Roma Rav David Prato, pubblicato nel 1949 e digitalizzato nel 2010 da www.torah.it .